# جون تشارلز كيركهام
جون تشارلز كيركهام (بالإنجليزية: John Charles Kirkham) ـ (حوالي 1835 ـ يونيو 1876) هو مغامر بريطاني، حارب في نيكاراغوا والصين ثم انتهى به المطاف مستشارًا وقائدًا عسكريًا لدى يوحنس الرابع، إمبراطور الحبشة.

## حياته
حارب كيركهام في نيكاراغوا مع ويليام ووكر، وفي الصين مع تشارلز جورج غوردون (أثناء تمرد تايبينغ)، قبل أن يستقر في الحبشة في بداية الحملة البريطانية ضد الإمبراطور تيودروس الثاني سنة 1868، ثم انتهى به الأمر مستشارًا للإمبراطور يوحنس الرابع، فاضطلع بتدريب جيوشه وفق الأنظمة الغربية الحديثة، وإنشاء ما سمي بجيش الإمبراطور المنضبط.
لعبت قوات كيركهام دورًا محوريًا في دحر غزو تيغراي الذي قاده واغشوم غوبيزي (تيكيلي جورجيس الثاني) خصم يوحنس الرابع ومنافسه في العرش، حيث انتصر عليه ساحقًا في معركة عدوة (11 يوليو 1871). أرسل يوحنس كيركهام بعد ذلك إلى أوروبا سعيًا لاعتراف القوى الغربية به وتدعيم حكمه الإمبراطوري، فزار لندن ممثلًا للإمبراطور، ويرجح أيضًا أنه زار باريس وفيينا، ثم قفل عائدًا إلى مصوع في فبراير 1873.
منح الإمبراطور مستشاره رتبة جنرال اعترافًا بمقدرته وتقديرًا لخدماته، وأقطعه ضيعة شاسعة في أسمرة، التي كانت آنذاك واقعة ضمن مقاطعة تيغراي المتاخمة لحدود مصر، قبل أن يُمنح كيركهام حكم هذه المقاطعة.
شارك جنود كيركهام في مقاومة الحبشة للغزو المصري الذي بدأ في أكتوبر 1875، وشارك في مناوشة وقعت في كيساد-إيكا، غير أن كيركهام لم يلحق بالقوات الحبشية التي خاضت بمعركة غوندت الفاصلة (16 نوفمبر 1875) إلا في اليوم التالي لوقوعها. وقد شهدت هذه المعركة هزيمة ساحقة للجيش المصري بقيادة المغامر الدنمركي الكولونيل أرندروب على يد الرأس ألولا إنجيدا، أحد قادة يوحنس الرابع. وقد كلّف تأخر كيركهام في الوصول إلى أرض المعركة كيركهام الكثير من حظوته، حتى أن بعض الضباط الأحباش نعتوه بالمرأة العجوز.

## وقوعه في الأسر
بينما كان كيركهام في طريقه للقيام بمهمة دبلوماسية جديدة في أوروبا في ديسمبر 1875، أُسر أثناء محاولته عبور الخطوط المصرية ونُقل إلى مصوع، حيث سُجن في قفص كبير كان مخصصًا لحبس الأُسود، فجوعه آسروه بينما أغدقوا عليه بالخمر عسى أن يجد نفسه «مكرهًا على الاقتيات بالحشرات التي على جسده». ثم هبطت جماعة من البحارة البريطانيين من سفينة حربية فوجدته على هذه الحالة (ذكر أحدهم أن كيركهام كان عندما وجدوه رث الهيئة، شبه عارٍ، يتضور جوعًا). ود البحارة أن يطلقوا سراحه، غير أنهم أرسلوا قبلها برقية إلى لندن، فردت عليهم البحرية بأن كيركهام ضحى بحقه في التمتع بحماية بريطانيا عندما اختار طائعًا أن يدخل في خدمة يوحنس، فتركه البحارة في قفصه.

## وفاته
انتهى الأمر بكيركهام أن أصيب بالهذيان الارتعاشي ونُقل إلى إرسالية لوثرية في مصوع للعلاج، لكنه مات هناك في منتصف يونيو 1876 من أثر التسمم الكحولي والدوسنتاريا، بعد ستة أشهر من أسر المصريين له. وقد وصفه الجنرال الأمريكي ويليام وينغ لورينغ (لورنج باشا) ـ الذي كان رئيسًا لأركان الجيش المصري في الحبشة ـ عندما رآه في الأسر بأنه «كان منهكًا تمامًا من المرض والإهمال»، وكان يرتدي زيًا عسكريًا بريطانيا عتيقًا مرقعًا، ساخطًا على تجاهل جنسيته وجواز سفره البريطاني.